# Kněževes, Žďár nad Sázavou
Kněževes là một làng thuộc huyện Žďár nad Sázavou, vùng Vysočina, Cộng hòa Séc.